# Zork

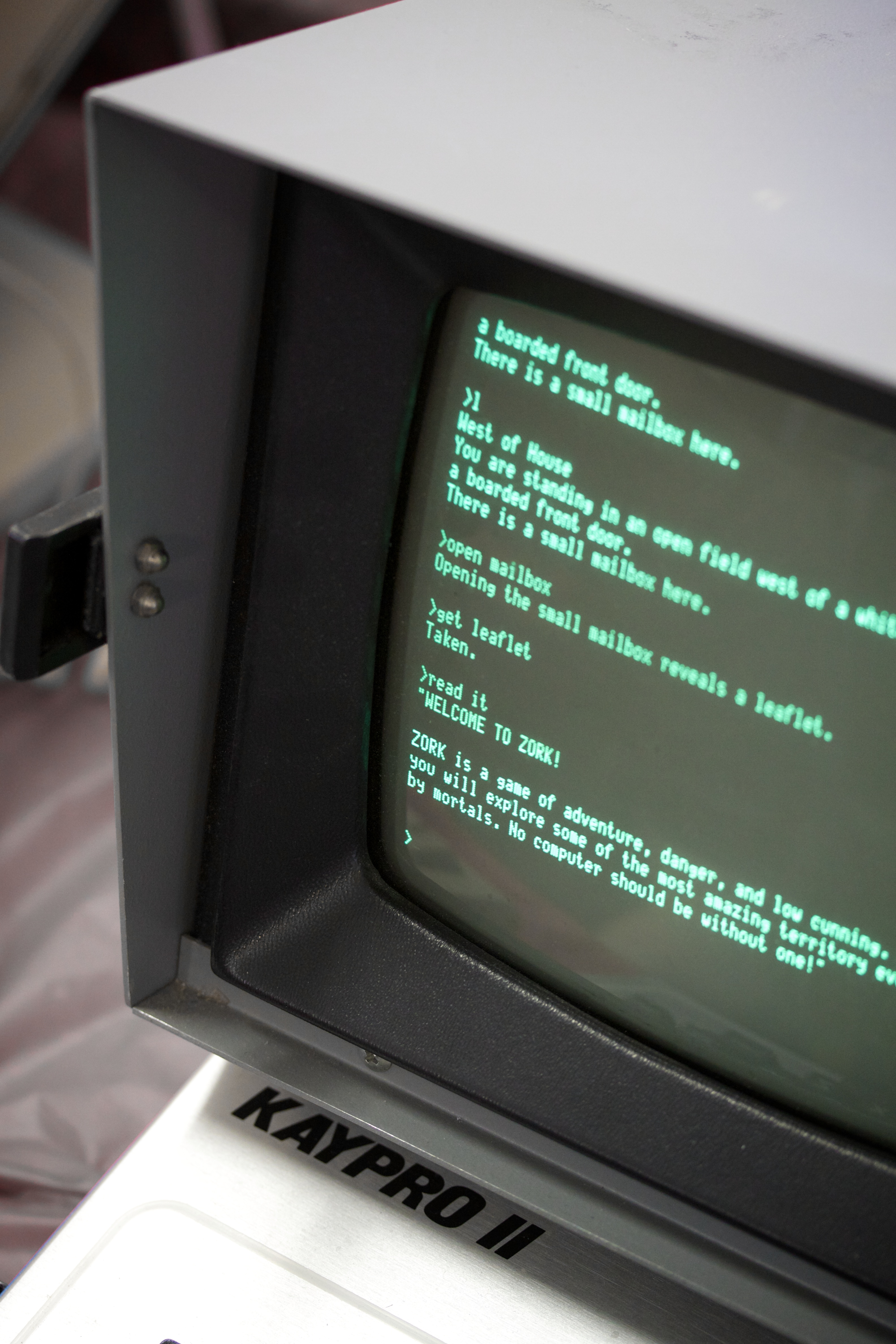
Zork a ser jogado num computador Kaypro II (anos 80).

Zork é uma série de jogos adventure que foi lançada nos anos 80 e continua até os dias de hoje. Os primeiros jogos da série eram em forma de texto, seguido anos depois por aventuras gráficas como Return to Zork e Zork Nemesis.
Uma das ultimas aparições do jogo Zork foi no jogo Call of Duty: Black Ops onde o jogador pode desbloqueá-lo através de um código.
Esse é um jogo de muita ficção, aventura e comédia. Zork Nemesis faz o estilo suspense, sendo um jogo sombrio e sinistro com vários puzzles ou enigmas. Zork The Grand Inquisitor, já é mais parecido novamente com o Return To The Zork, voltando e até intensificando o estilo comédia, porém nesse jogo, o jogador entra num poço e dentro desse poço há um mundo subterrâneo onde há vários lugares dentro desse mundo, inclusive até uma escola de mágica bem no estilo Harry Potter onde ocorre todo o desenrolar do jogo, sempre sendo ajudado por uma lanterna falante durante toda a partida.